# Castello di Airds
Il castello di Airds è un castello in rovina di epoca medievale, situato nel villaggio di Carradale, nei pressi di Kintyre.

## Storia e descrizione
Il castello, di cui non è nota la data precisa di costruzione, ma probabilmente nel tardo medioevo, fino dalla fine del XV secolo era di proprietà del Signore delle Isole e la sua funzione era quella di dividere le terre che appartenevano a quest'ultimo da quelle reali. Successivamente passò nelle mani del re. Nel 1498 il castello fu affidato da Giacomo IV di Scozia a Sir Adam Reid, insieme ad altre proprietà della stessa area. Nella metà del XVI secolo apparteneva al barone di Bar, detenuto dai MacDonald di Dunnyveg. Nel 1605 tornònuovamente alla famiglia Reid di Barskimming.
Il castello si trovava sulla sommità di un promontorio roccioso tra il porto di Carradale e la baia di Port Right e affacciava sull'isola di Arran, da cui è separato dal Kilbrannan Sound. Ne restano poche tracce, come quelle della cortina che racchiudeva l'intero complesso, mentre degli edifici interni non è rimasto nulla. Nel 1972 è stato inserito nella lista degli scheduled monument.